# Golfsyndroom
Het Golfsyndroom is de naam die vooral in de media is gegeven aan een aantal psychische en lichamelijke symptomen die zijn geconstateerd bij militairen die gediend hadden in Operatie Desert Storm (tijdens de Golfoorlog van 1990 en 1991).
In het algemeen is er na rampen (zoals de bovengenoemde oorlogssituatie, maar bijvoorbeeld ook na de Bijlmervliegramp) vaak sprake van een aantal mensen dat langdurig klachten overhoudt die voor de medische wetenschap moeilijk te plaatsen zijn in de context van de blootstelling van deze mensen.
Omdat meestal ook aansprakelijkheid en geldelijke vergoedingen een rol gaan spelen, zeker in de Verenigde Staten, waar het zowel voor patiënten als voor advocaten zeer lucratief kan zijn om het bestaan van een dergelijk syndroom of ziekte aan te tonen, ontstaan er daarover vaak bittere controverses.
De klachten zijn over het algemeen zeer weinig specifiek: moeheid, lusteloosheid, vergeetachtigheid, chronische pijnen, concentratieproblemen en dergelijke. Er wordt dan gezocht naar systematische verschillen tussen de aanwezigheid van die klachten bij mensen die aan de bedoelde situatie bloot zijn gesteld en een zo goed mogelijk vergelijkbare groep mensen die niet zijn blootgesteld. Over het algemeen levert dat niets op.
Dan wordt er vaak gewezen op specifieke blootstellingen zoals bepaalde vaccinaties, eventueel contact met chemische wapens of oorlogsmaterialen, zoals het in pantserdoordringende projectielen verwerkte verarmd uranium. Vaak zijn de klachten of symptomen die na blootstelling aan dergelijke stoffen of producten kunnen ontstaan bij proefdieren wel goed bekend en die komen in het algemeen in het geheel niet overeen met wat bij de getroffen mensen is waargenomen; maar het is natuurlijk ethisch niet mogelijk bij mensen experimenteel onderzoek te doen hiernaar. Meestal is de getroffen groep ook te klein om uit het incidenteel voorkomen van bepaalde waarnemingen statistisch verantwoorde conclusies te kunnen trekken.
Het Britse ministerie van Defensie heeft een grote analyse gedaan en vond geen correlatie tussen dienstdoen in het Golfgebied en sterfgevallen door ziekten. Nu is sterfte een vrij extreem eindpunt en hierdoor is nog niet uit te sluiten dat er mensen zijn die ziek zijn als gevolg van de Golfoorlog, zowel wanneer dit op psychische als wanneer dit op lichamelijke oorzaken zou berusten.

## Symptomen
De mogelijke symptomen zijn zeer divers, en gaan van chronische vermoeidheid, niet-herstellende slaap, verlies van spiercontrole, visuele, geheugen- en diverse cognitieve stoornissen, zeer sterke hoofdpijn, duizeligheid en evenwichtsverlies, spier- en gewrichtspijn (vooral pijn op de borst), ernstige darmstoornissen, huidproblemen tot depressie en posttraumatische stressachtige problemen.
In 2004 werden in Frankrijk, volgens het Salamon-rapport, bij de respondenten van het onderzoek geen afwijkingen vastgesteld in de frequentie van kanker, aangeboren misvormingen, multiple sclerose of amyotrofische laterale sclerose, maar drie soorten symptoomclusters bleken gecorreleerd en specifieker:
- een cluster van ademhalingssymptomen (hoest, keelpijn, piepende ademhaling);
- een cluster van neuropsychologische symptomen (woordvindingsproblemen, geheugenproblemen, desoriëntatie, enz.)
- een cluster van psychologische symptomen (depressie, paniek of angst).

Sinds 2006 worden amyotrofische laterale sclerose, fibromyalgie en hersenkanker door het Amerikaanse ministerie van Defensie en het ministerie van Veteranenzaken erkend als mogelijk verband houdend met de dienst in de Golfoorlog

## Oorzaken
In januari 2004 lekte een vertrouwelijk rapport uit 2001 uit, geschreven door een medische deskundige van het leger, dat stelt dat vaccinaties die de soldaten kregen misschien de oorzaak kan zijn. Deze vaccinaties zouden een 'verboden stof' bevatten. Reden voor het vermoeden was de aanwezigheid van de ziekte bij een militair die uiteindelijk toch niet naar de Golf is uitgestuurd maar wel de vaccinatie heeft gehad.
Andere genoemde mogelijke oorzaken zijn stress, inademing van rook van brandende olievelden, pesticiden, chemicaliën en in wapens verwerkt verarmd uranium.
Tot nu toe heeft het Pentagon nog geen officiële oorzaak gevonden voor het syndroom waarmee Amerikaanse legerveteranen uit de Golfoorlog te kampen hebben. Uit nieuw onderzoek blijkt nu dat zenuwgas de oorzaak zou zijn.